# Hospital público de Georgetown
El Hospital público de Georgetown (en inglés: Georgetown Public Hospital) es un centro de salud localizado en la ciudad de Georgetown, la capital del país suramericano de Guyana. Se trata del hospital más grande del país. «Seaman's Ward», la parte más antigua, fue construida en 1838. El hospital es administrado por el gobierno, con una capacidad de 600 camas, aunque no todas se utilizan debido a la escasez de personal.